# Гервелд
Гервелд (нід. Herveld) — село в нідерландській провінції Гелдерланд. Входить до муніципалітету Овербетюве.
Його площа становить 11,25км², а населення станом на 2021 рік складало 3 075 осіб.
До 1818 року мало статус окремого муніципалітету.

## Галерея

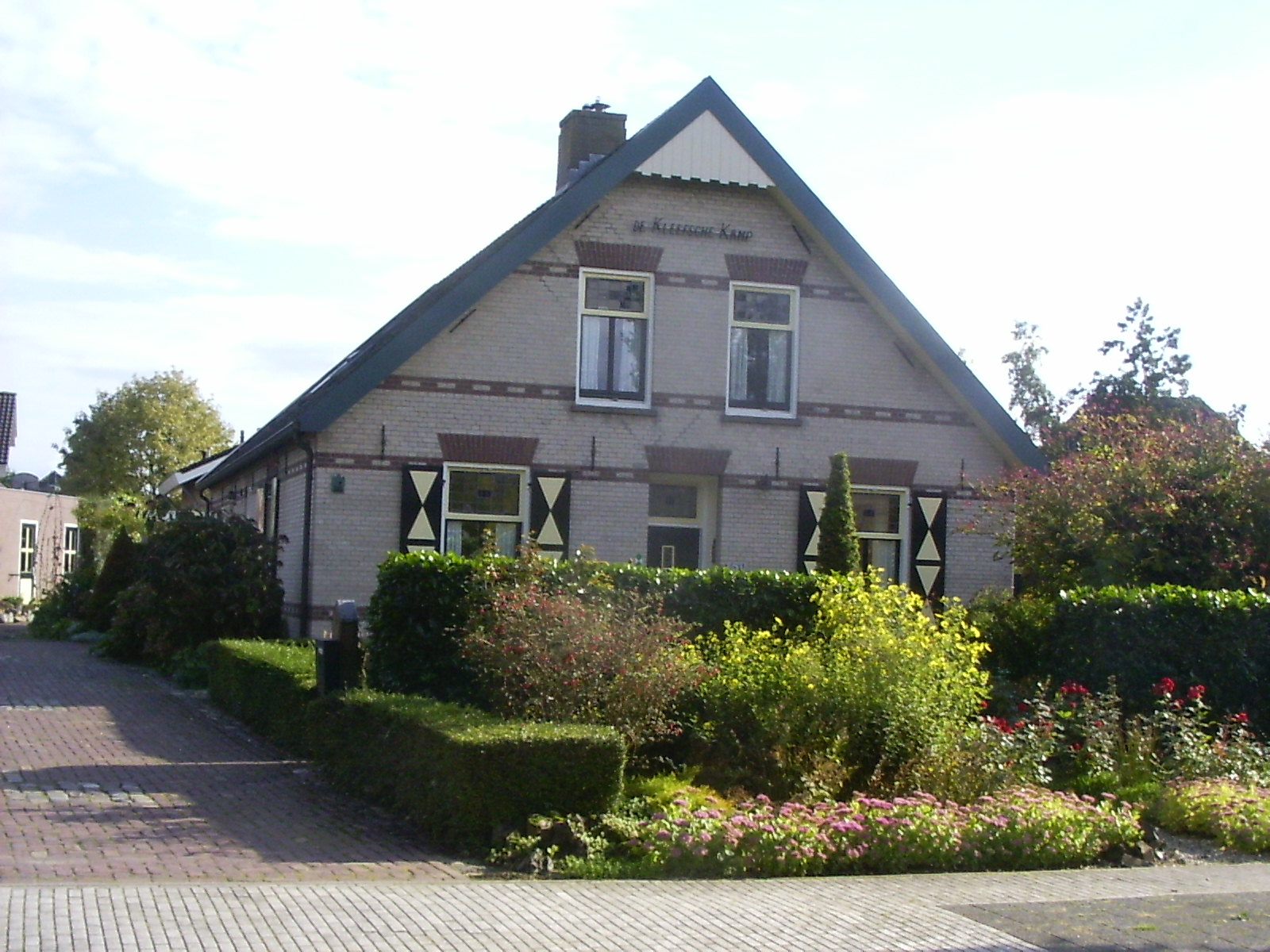
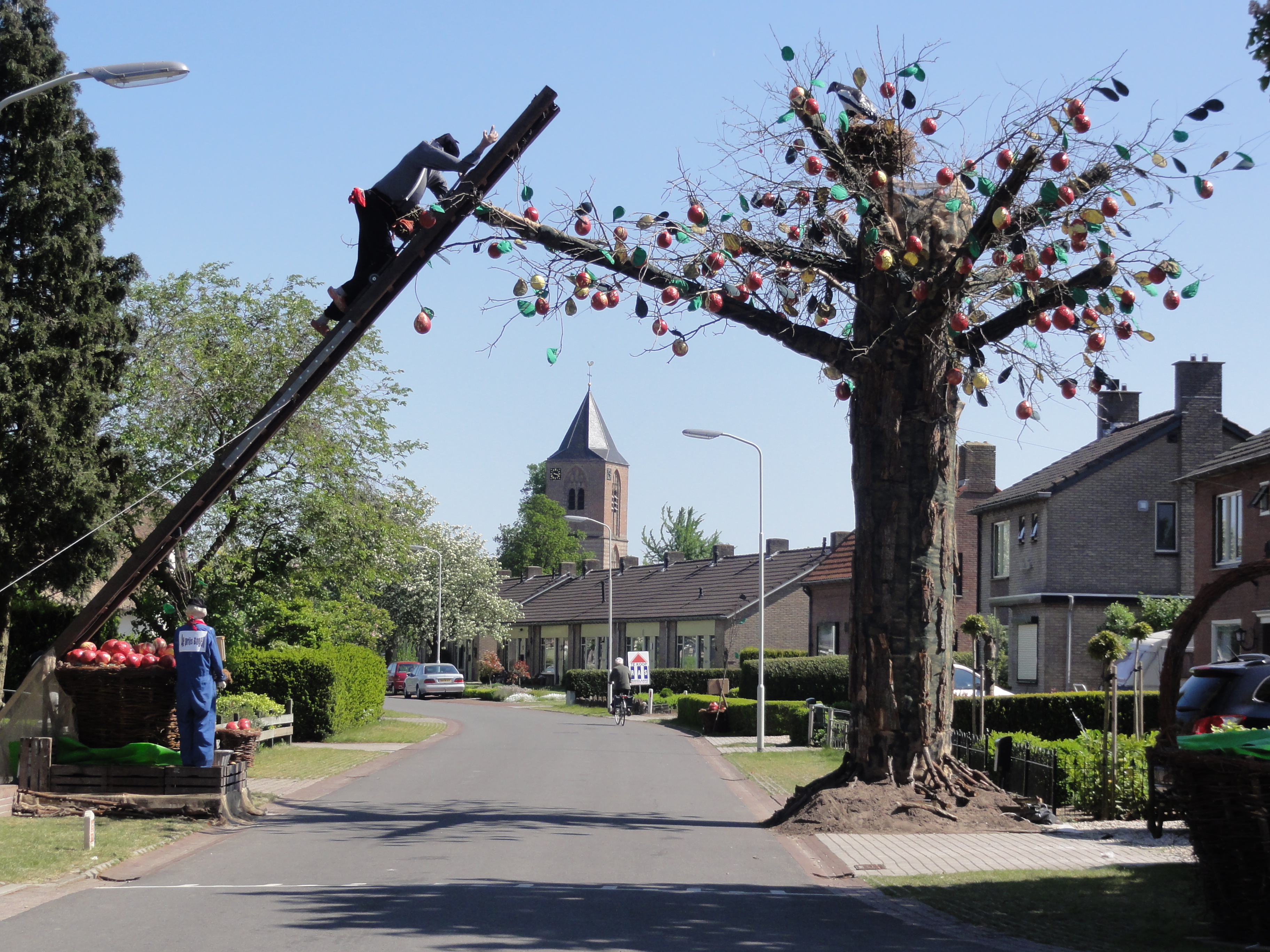
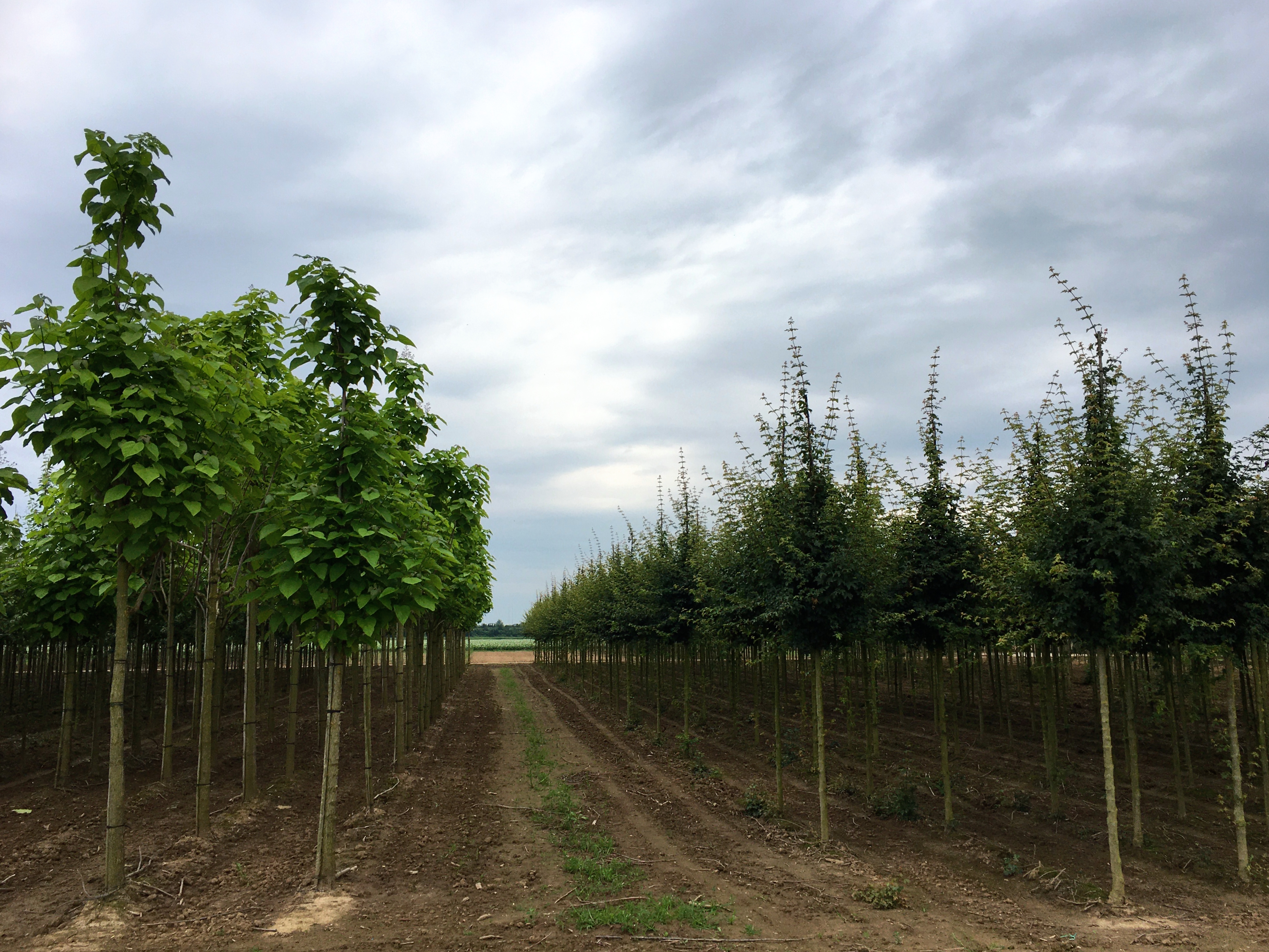